# روزی که دنیا از حرکت ایستاد
روزی که دنیا از حرکت ایستاد (The Day the Earth Stood Still) فیلمی آمریکایی در سبک علمی-تخیلی ساخته سال ۱۹۵۱ است. کارگردان این فیلم رابرت وایز بود و فیلم‌نامه آن توسط ادموند اچ. نورث نوشته شده‌است. این فیلم‌نامه برپایه داستانی کوتاه به نام «وداع با ارباب» (Farewell to the Master) تهیه شده که در سال ۱۹۴۰ توسط هری بیتس نوشته شده‌بود.
هنرپیشگان اصلی فیلم مایکل رنی، پاتریشیا نیل، سم جفی، و هیو مارلووی هستند.
در داستان فیلم، یک موجود فرازمینی انسان‌نما با بشقابی پرنده به زمین می‌آید و رباتی نیرومند را نیز با خود آورده‌است. این موجود انسان‌نما آمده‌است تا ضرب‌الاجلی را به زمینیان اعلام کند.
در سال ۱۹۹۵، این فیلم برای نگهداری در فهرست ملی ثبت فیلم آمریکا انتخاب شد، به‌عنوان اثری «از نظر فرهنگی، تاریخی یا زیبایی‌شناختی با اهمیت».

## داستان
پس از آن‌که یک بشقاب پرنده در محوطه نشنال مال در واشینگتن، دی.سی. فرود می‌آید، ارتش ایالات متحده به‌سرعت آن را با سربازان و تانک‌ها محاصره می‌کند. موجودی انسان‌نما با لباس فضایی بیرون می‌آید و اعلام می‌کند که «با نیت صلح و حسن نیت» آمده است. او وسیله‌ای فلزی و کوچک را باز می‌کند، اما یکی از سربازان، که مضطرب است، به او شلیک می‌کند و مجروحش می‌سازد. رباتی عظیم از سفینه بیرون می‌آید و اسلحه‌های سربازان، از جمله تانک‌ها را با اشعه مخصوصی محو می‌کند. بیگانه فرازمینی به ربات، که گورت نام دارد، فرمان توقف می‌دهد. او توضیح می‌دهد که آن وسیله، که حالا شکسته، هدیه‌ای برای رئیس‌جمهور ایالات متحده بوده برای مطالعه دربارهٔ حیات در سایر سیارات. این بیگانه که کلاتو نام دارد، به بیمارستان ارتش والتر رید منتقل می‌شود. پس از عمل جراحی، او با پمادی زخم خود را به‌سرعت درمان می‌کند. ارتش نمی‌تواند وارد سفینه شود یا آن را منفجر کند. گورت بیرون می‌ایستد، خاموش و بی‌حرکت.
دبیر رئیس‌جمهور، آقای هارلی، به ملاقات کلاتو می‌رود و کلاتو می‌گوید پیامش باید به همهٔ رهبران جهان به‌طور هم‌زمان رسانده شود. هارلی می‌گوید که این امر در وضعیت کنونی جهان ممکن نیست. وقتی کلاتو پیشنهاد می‌کند که مدتی در میان مردم عادی زندگی کند تا «سوءظن‌ها و نگرش‌های غیرمنطقی» آن‌ها را بهتر درک کند، هارلی مخالفت می‌کند و کلاتو در اتاق بیمارستان حبس می‌ماند.
کلاتو فرار می‌کند و از بیمارستان والتر رید، یک دست لباس و یک چمدان می‌گیرد؛ برگه خشک‌شویی در آستین کت نشان می‌دهد که متعلق به «سرگرد کارپنتر» است و حروف اختصاری ال.ام.سی. روی چمدان دیده می‌شود. او اتاقی در مهمان‌خانه‌ای اجاره می‌کند و خود را با نام کارپنتر معرفی می‌کند. از جمله ساکنان آن‌جا بیوه‌ای جوان به نام هلن بنسون و پسرش بابی هستند. دوست‌پسر هلن، تام استیونز، نسبت به غریبه حسادت می‌ورزد.
بابی، کلاتو را به گردش در شهر می‌برد، از جمله یادبود لینکلن و قبر پدرش در قبرستان ملی آرلینگتون؛ جایی که کلاتو می‌فهمد بیشتر مردگان، سربازانی هستند که در جنگ‌ها کشته شده‌اند. وقتی کلاتو از بابی می‌پرسد: «برجسته‌ترین انسان زنده کیست؟» بابی، پروفسور بارنهارت را پیشنهاد می‌دهد. آن‌ها به خانهٔ دانشمند می‌روند، ولی او در خانه نیست. کلاتو از پنجره، تخته‌سیاهی را می‌بیند که پر از معادلات است (تلاشی برای حل مسئله سه جسم) و برای «گذاشتن سرنخی از حضور خود»، پنجره قفل‌شده را باز می‌کند، معادله را اصلاح می‌کند و اطلاعات تماسش را به خدمتکار می‌دهد.
آن شب، مأموری دولتی، کلاتو را نزد بارنهارت می‌برد. کلاتو به بارنهارت می‌گوید که ساکنان سیارات دیگر نگران رفتار تهاجمی زمین هستند، حالا که انسان‌ها قدرت ابتدایی انرژی اتمی را به‌دست آورده‌اند. اگر پیام او نادیده گرفته شود، ممکن است زمین «نابود شود». بارنهارت می‌پذیرد که دانشمندانی از سراسر جهان را در کنار سفینه گرد آورد؛ او پیشنهاد می‌کند که کلاتو پیش از آن، نمایشی از قدرت خود ارائه دهد. کلاتو، بی‌خبر از اینکه بابی او را دنبال می‌کند، به سفینه بازمی‌گردد. بابی می‌بیند که گورت دو سرباز را بی‌هوش می‌کند تا کلاتو وارد سفینه شود. بابی به خانه می‌دود و ماجرا را برای هلن تعریف می‌کند، اما هلن باور نمی‌کند، ولی تام مشکوک می‌شود. روز بعد، از ساعت ۱۲ ظهر به وقت ساحل شرقی، تمام تجهیزات برقی روی زمین برای ۳۰ دقیقه از کار می‌افتند، به‌جز خدمات ضروری مانند بیمارستان‌ها و هواپیماهای در حال پرواز.
کلاتو، پس از آن‌که متوجه می‌شود بابی شب گذشته او را دنبال کرده، به محل کار هلن می‌رود، مأموریتش را برایش شرح می‌دهد و می‌خواهد که او به کسی چیزی نگوید. هلن از تام می‌خواهد که راز کلاتو را حفظ کند، اما تام گوش نمی‌دهد و در حال خبر دادن به ارتش است. هلن و کلاتو با تاکسی به‌سوی خانه بارنهارت می‌روند. کلاتو به هلن می‌گوید اگر اتفاقی برایش افتاد، باید به گورت جمله «کلاتو بارادا نیکتو» را بگوید. ارتش تاکسی آن‌ها را رهگیری می‌کند. کلاتو تیر می‌خورد و کشته می‌شود؛ جنازه‌اش را به سلول پاسگاه منتقل می‌کنند. هلن به‌سوی سفینه می‌دود و جمله را برای گورت می‌گوید. گورت او را به سفینه می‌برد. گورت جسد کلاتو را می‌آورد و در سفینه زنده‌اش می‌کند، ولی کلاتو به هلن می‌گوید که این احیاء موقتی است.
هلن، به همراه دکتر بارنهارت و دانشمندان گردآمده، از سفینه بیرون می‌آید. کلاتو برای آن‌ها توضیح می‌دهد که یک سازمان بین‌سیاره‌ای، نیروی پلیسی از ربات‌هایی شکست‌ناپذیر مانند گورت را تشکیل داده است: «در مسائل مربوط به تجاوز، ما به آن‌ها قدرت مطلق داده‌ایم». او نتیجه‌گیری می‌کند: «انتخاب شما ساده است: با ما همراه شوید و در صلح زندگی کنید، یا مسیر کنونی‌تان را ادامه دهید و با نابودی روبه‌رو شوید». سپس کلاتو و گورت با سفینه از زمین می‌روند.